# Dax igen
Dax igen, som spelade 1962–1963, var en Knäppupp-produktion med bland andra Povel Ramel på scen. Den lanserades också som en vild musikalisk jubileumsknäppupp eftersom det var jämnt tio år sedan den första Knäppupprevyn, Akta huvet. Povel Ramel svarade för musiken och de flesta texterna, och för regin svarade Herman Ahlsell (inför tältturnén: Mille Schmidt). Yngve Gamlin stod för dekoren, Willy Sandberg och Jackie Söderman för koreografin och Leif Asp var kapellmästare.
Dax igen hade premiär på Idéonteatern i Stockholm den 12 december 1962 och spelade där till den 15 april 1963. Den 11 maj–5 oktober 1963 skedde tältturnén över hela Sverige.

## Medverkande
Birgitta Andersson, Harry Asklund, Tosse Bark, Rolf Bengtsson, Bengt Berger, Gunwer Bergkvist, Thomas Birth, Brita Borg, Britt-Marie Eklund (Britt Ekland - endast i tältturnén), Harriet Forssell, Olle Frenzel, Låppan Hagander, Allan Johansson, Martin Ljung, Sune Mangs, Povel Ramel, Oscar Rundqvist, Mille Schmidt med flera.

## Revynummer (i urval)
- Marskens dotter eller Sanningens pärla. Ett allmogespel i 5 akter och 25 bilder med anledning av Frönums tioårsjubileum som Frönum (fiktiv teaterrepetition innan själva revyn började[2]
- Dax igen! (Flickery Flies))
- Knäppupp, relax, koppla av! (Povel Ramel)
- Knäppuppnauten (Povel Ramel, Mille Schmidt)
- En torftig visa (Birgitta Andersson)
- Dummerjöns (Gunwer Bergkvist, Sune Mangs, Rolf Bengtsson, Låppan Hagander)
- Nötskalet (Povel Ramel, Birgitta Andersson)
- Du är sötare än socker (Tosse Bark)
- Miss Musical (Harriet Forssell, enbart på Idéon)
- Katta på sängkanten (Birgitta Andersson, enbart på Idéon)
- The nöjesliv blues (Povel Ramel, Flickery Flies)
- Partyhataren (Martin Ljung, Låppan Hagander, Tosse Bark, Birgitta Andersson, Sune Mangs, Gunwer Bergkvist, Olle Frenzel m.fl.)
- Liten turistflamenco (Povel Ramel)
- Die Borg (Brita Borg)
- Frieri med förhinder (Birgitta Andersson, Martin Ljung)
- Tänk vilken glädje man har av musiken (Gunwer Bergkvist, Sune Mangs, Rolf Bengtsson)
- Den gamla restaurangtrion (Povel Ramel, Brita Borg, Oscar Rundqvist)
- Viking (Martin Ljung, enbart i tältet)
- Om jag inte jobbade på scenen här (Sune Mangs, Britt Ekland, Rolf Bengtsson, Brita Borg, Tosse Bark, Gunwer Bergkvist, Olle Frenzel, Birgitta Andersson, Allan Johansson, Oscar Rundqvist)
- Vi vill ha bättre väder (Povel Ramel, Brita Borg, Oscar Rundqvist, Gunwer Bergkvist, Birgitta Andersson, Harriet Forssell, Flickery Flies med flera, enbart på Idéon)
- Följ med mej ut i regnet på en månskenstur (Povel Ramel, Martin Ljung, Brita Borg, Gunwer Bergkvist och ensemblen, enbart i tältet)